# Codex Beratinus 1
Der Codex Beratinus (Gregory-Aland no. 043 oder Φ; von Soden ε 17) ist eine griechische Handschrift des Neuen Testaments, die auf das 6. Jahrhundert datiert wird. Die Handschrift ist auf purpurgefärbtem Pergament geschrieben und nicht vollständig erhalten.
Die Handschrift gehört, zusammen mit dem Codex Beratinus 2, seit 2005 zum Weltdokumentenerbe der UNESCO (Albanien).

## Beschreibung
Die Handschrift besteht aus dem Matthäus- und dem Markusevangelium mit Lücken (Matthäus 1,1–6,3; 7,26–8,7; 18,23–19,3; Markus 14,62–fin.). Sie ist auf 190 purpurgefärbten Pergamentblättern im Format von 31 auf 27 Zentimeter mit silberner Tinte geschrieben. Der Text steht in zwei Spalten mit 17 Zeilen zu je acht bis zwölf Buchstaben.
Die Buchstaben der Unziale sind einfach, rund und quadratisch. Akzente, Spiritus asper und lenis fehlen. Die Nominae sacrae ΙΣ, ΘΣ, ΚΣ, ΥΣ
(Jesus,Gott, Herr, Sohn) sind in goldener Tinte ausgeführt. Alttestamentliche Zitate sind markiert.
Die Handschrift wird mit dem Codex purpureus Rossanensis, dem Codex Sinopensis und dem Codex Petropolitanus Purpureus zu den Purpurkodizes gezählt.

## Text

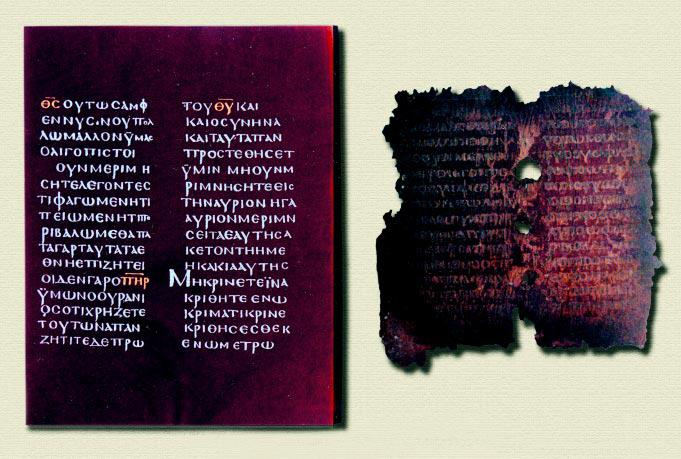
Seite mit Matthäus 6,30–7,2

Der altgriechische Text des Codex repräsentiert den byzantinischen Texttyp und wird der Kategorie V zugeordnet.
Diese Handschrift hat den langen Zusatz in Matthäus 20,28 (wie Codex Bezae).

## Geschichte
Im Jahre 1356 befand sich die Handschrift im Johannes-Theologos-Kloster in der Stadt Berat. Daher stammt auch der Name Codex Beratinus. Im Jahre 1868 erwähnte der Erzbischof Anthymus D. Alexoudes den Codex und Johannes Sakkelion erzählte Louis Duchesne im Jahre 1875 auf Patmos von ihm.
Der Codex wird im Staatsarchiv (Nr. 1) in Tirana aufbewahrt.

## Bibliographie
- Pierre Batiffol: Evangeliorum codex Graecus purpureus Beratinus ɸ. In: Melanges d'archeologie et d'histoire, de l'ecole francaise de Rome 5. Paris und Rom 1882, S. 358–376.
- Pierre Batiffol: Les manuscrits grecs de Berat d'Albanie et le Codex Purpureus. Paris 1886.
- W. H. P. Hatch: The Principal Uncial Manuscripts of the New Testament. The University of Chicago Press, Chicago 1939.
- J. Koder, Zur Wiederentdeckung zweier Codices Beratini. In: Byzantinische Zeitschrift 65 (1972), S. 327–328.
- Shaban Sinani: Kodikët e Shqipërisë dhe 2000-vjetori i krishtërimit. In: Media, 2000/6.